# Lista de representantes permanentes da Arménia nas Nações Unidas
Esta é uma lista de representantes permanentes da Arménia, ou outros chefes de missão, junto da Organização das Nações Unidas em Nova Iorque.
A Arménia foi admitida como membro das Nações Unidas a 2 de março de 1992.
| Início | Término | Representante permanente (Chefe de missão) | Cargo                    | Credenciais |
| ------ | ------- | ------------------------------------------ | ------------------------ | ----------- |
| 1992   | 1996    | Alexander Arzumanyan                       | Representante permanente |             |
| 1997   | 2003    | Movses Abelian                             | Representante permanente | 1998-01-21  |
| 2003   | 2009    | Armen Martirosyan                          | Representante permanente | 2003-06-12  |
| 2009   | 2014    | Garen Nazarian                             | Representante permanente | 2009-09-10  |
| 2014   | atual   | Zohrab Mnatsakanian                        | Representante permanente | 2014-06-10  |